# アンリ・ビヴァ
アンリ・ビヴァ（Henri Biva、1848年1月23日 - 1929年2月2日）はフランスの画家である。写実的な風景画で知られる。「バルビゾン派」の画家の一人とされることもある。

## 略歴
パリで生まれた。父親のシャルル・ビヴァ(Charles Biva:1821-1884)は ミュルーズ生まれの、デザイナーで壁紙の会社を経営した人物で、弟のポール・ビヴァ(Paul Biva :1851–1900) も画家になった.。パリのエコール・デ・ボザールでアレクサンドル・ノザールやレオン・タンツィに学んだ。私立美術学校のアカデミー・ジュリアンでも学び、ウィリアム・アドルフ・ブグロー、ジャン＝ジョセフ・バンジャマン＝コンスタン、ジュール・ジョゼフ・ルフェーブルに学んだ。
1870年代時からサロン・ド・パリに出展し、1900年からはフランス芸術家協会展や、サロン・ド・イベール(Salon d'hiver)に出展した。1900年のパリ万国博覧会の展覧会で同メダルを受賞した。
静物画や風景画を描き、19世紀末に流行した絵葉書の原画に多く採用された。
1900年にレジオンドヌール勲章（シュバリエ）を受勲した。

## 作品

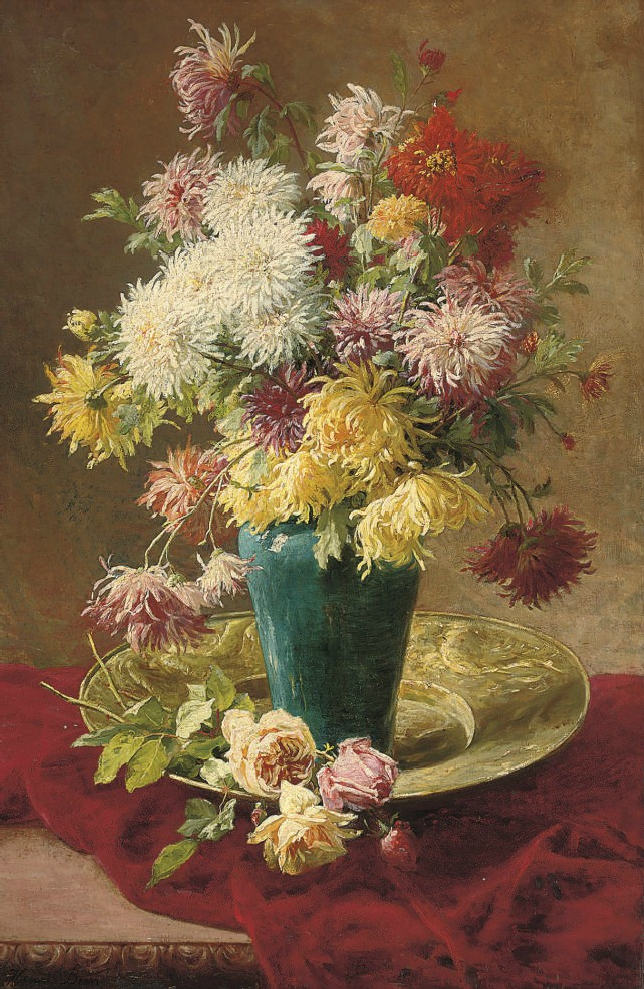
「花瓶にいけた菊とバラ
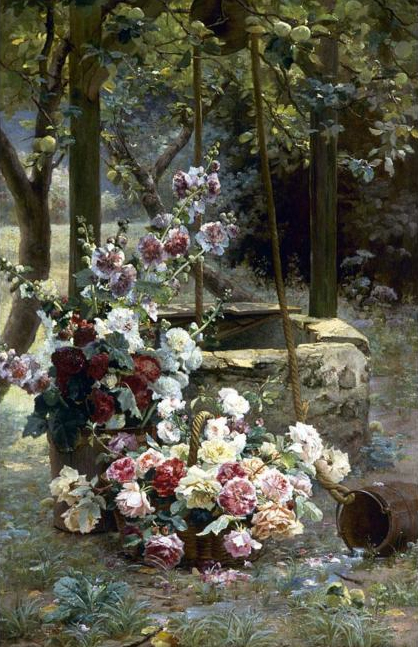
井戸の近くの花
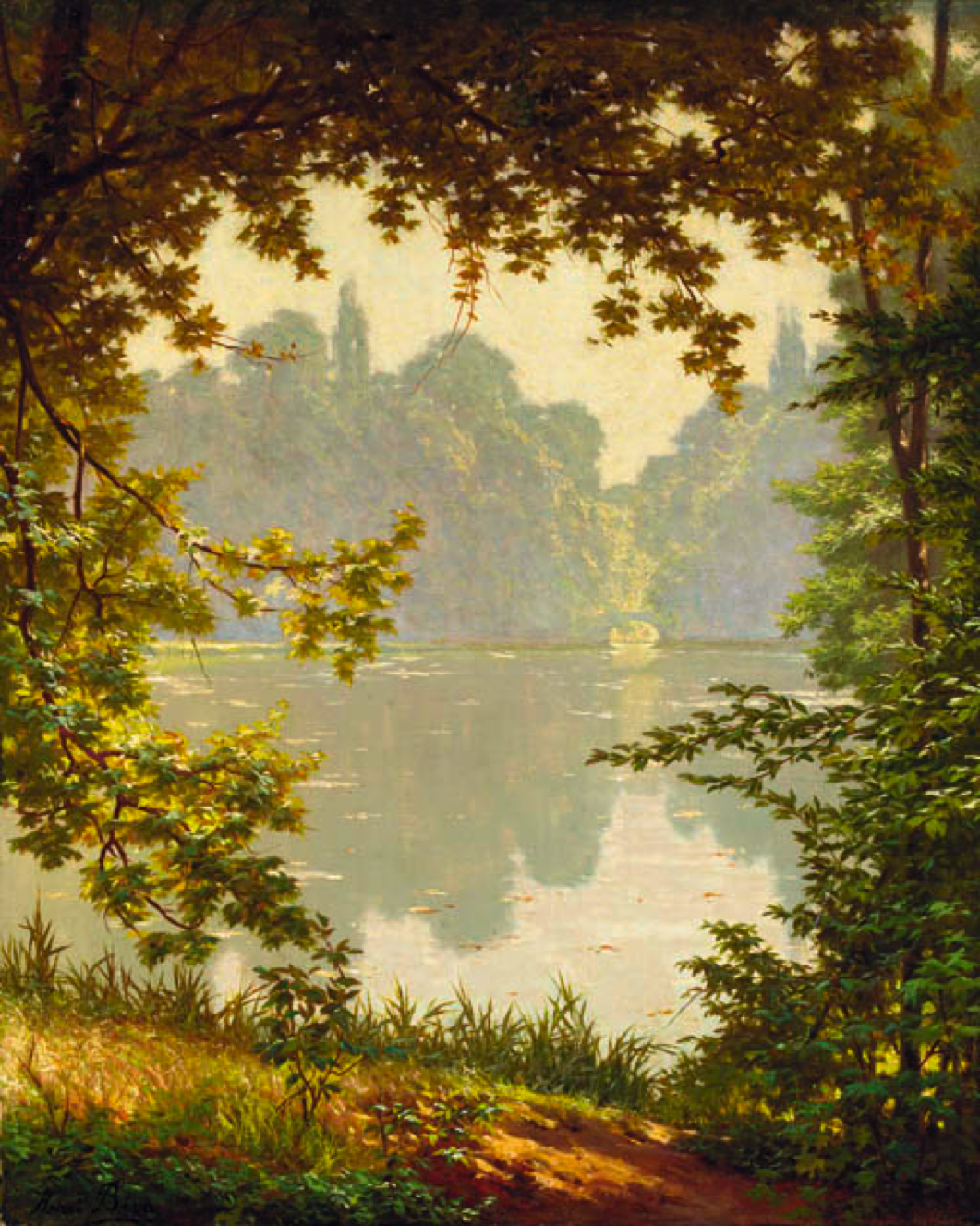
夏の日の湖
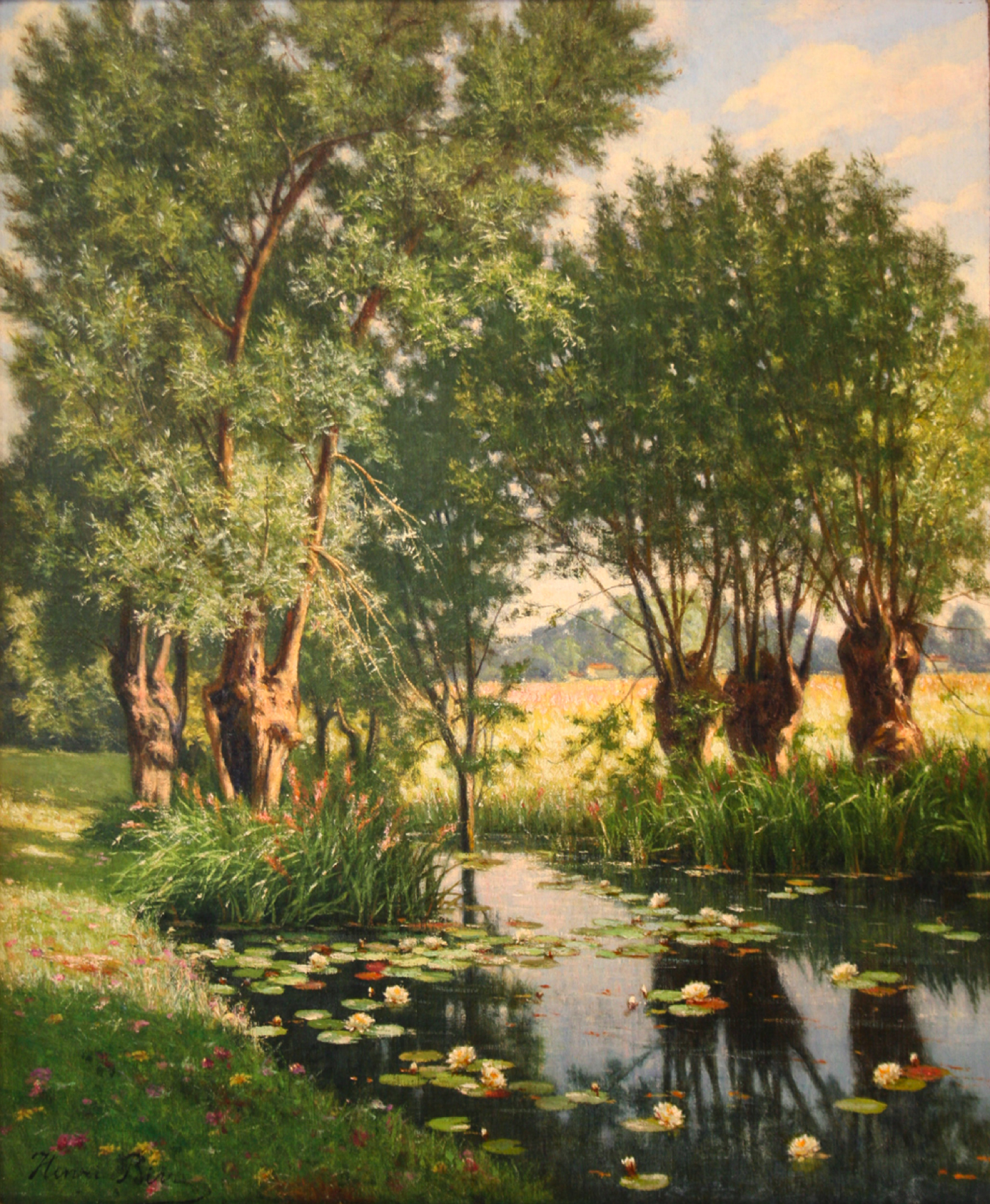
春の川の風景
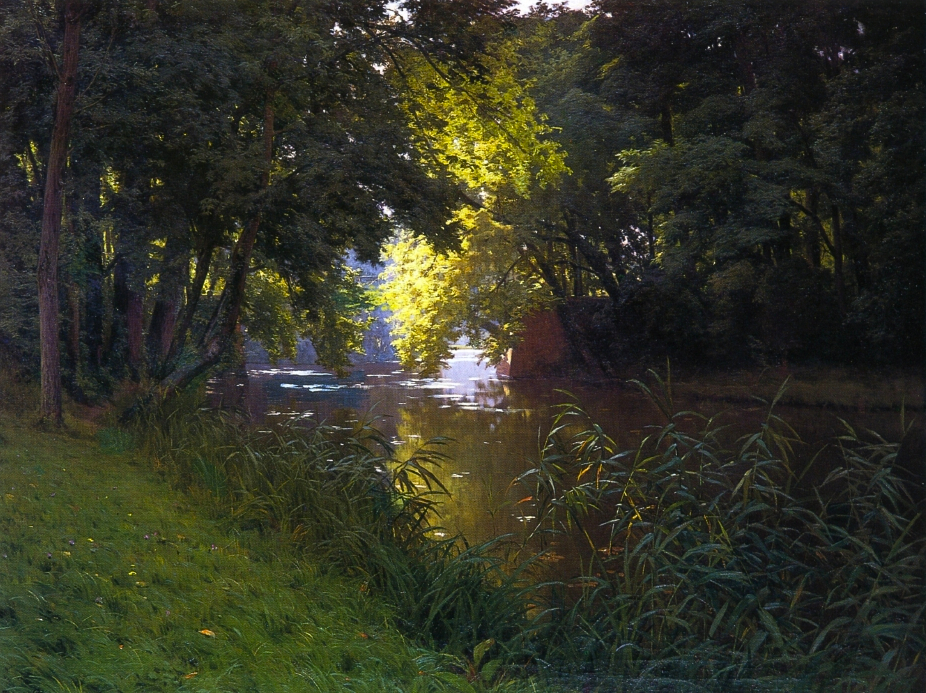
川辺の風景
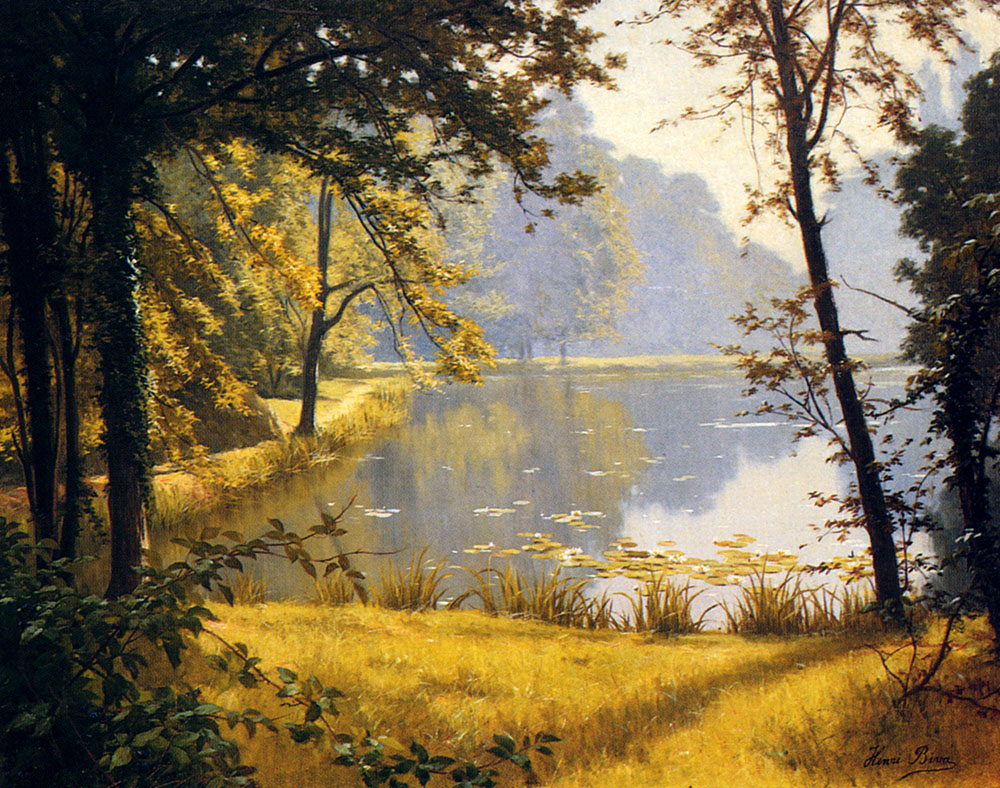
ゆりの池
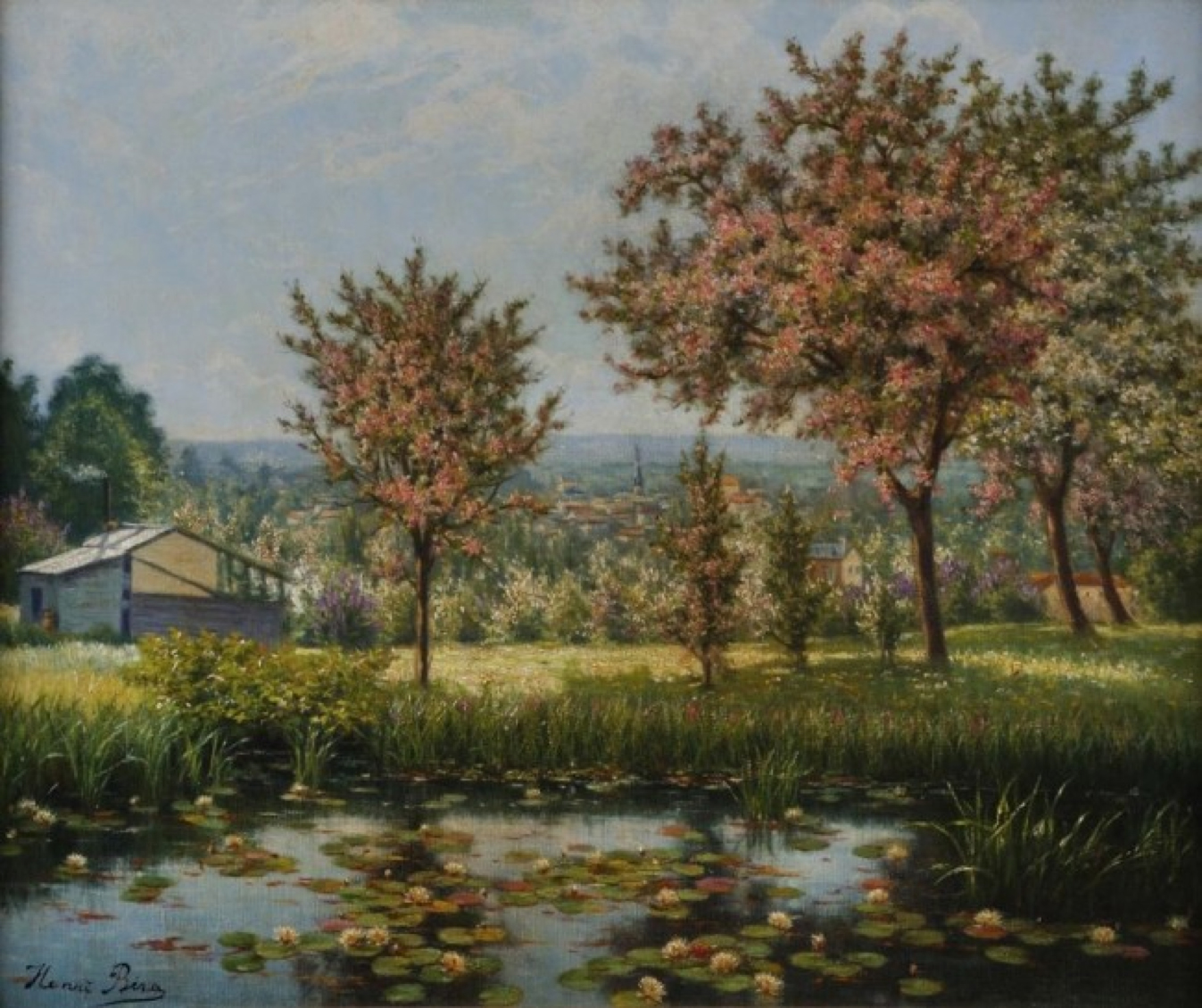
春
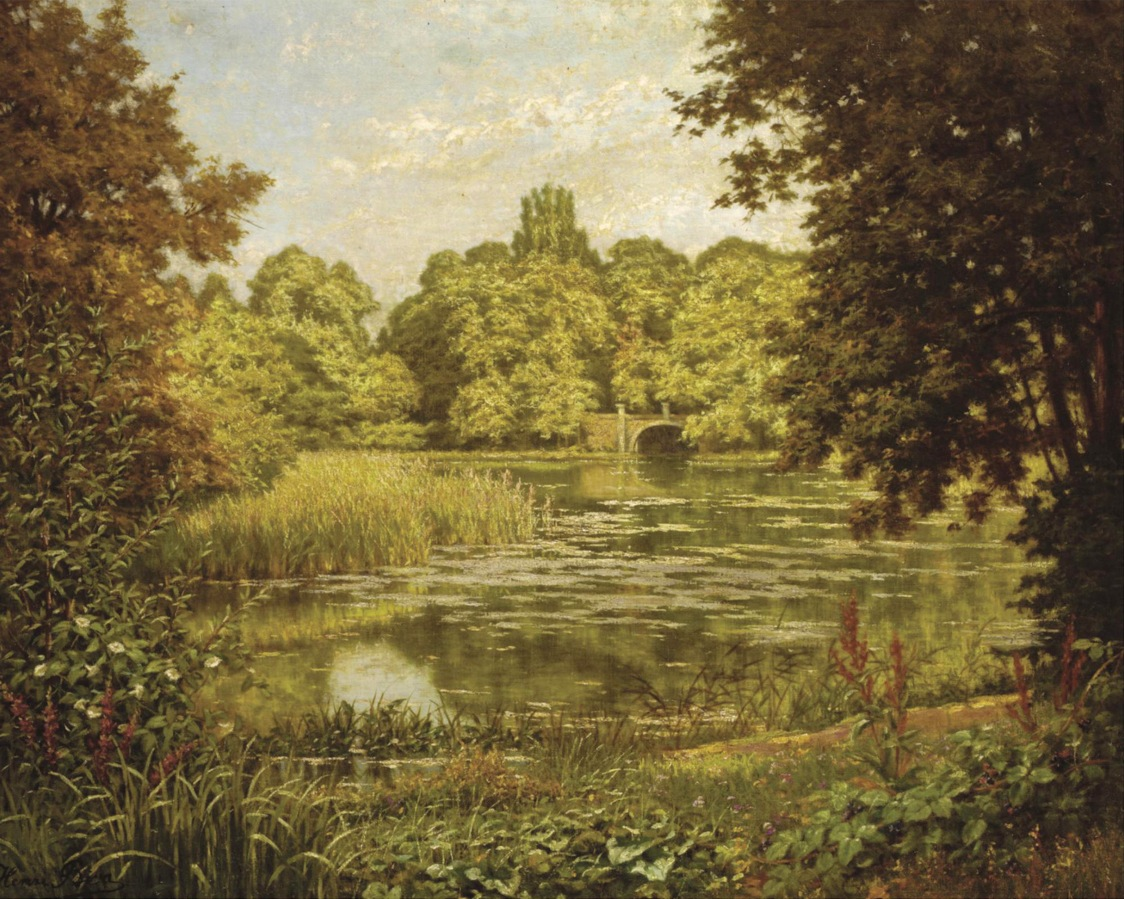
静かな湖